# エイニオサウルス
エイニオサウルス(学名 Einiosaurus)は、北西モンタナの上部の白亜紀カンパン階の地層を形成するトゥーメディシン累層で発見された中型の角竜類である。属名は「水牛トカゲ」、そして種小名は、「前に曲がった角」を意味する。
この恐竜は、トゥーメディシン累層の上部、約7500万年前の地層で発見された一体分の標本から記載されている。

## 既知の化石標本
エイニオサウルスの発見はモンタナ州に限られ、その既知の標本は全て、モンタナのボーズマンにあるロッキー博物館で現在保持されている。世代の異なる、少なくとも15体の個体が発見されており、その他に、3体の成体の頭骨および、二通りの低い種間的な差異（恐らく性差）が見られるボーン・ベッドからの何百もの他の骨格によって知られる。それらは1985年にジャック・ホーナーによって発見され、ロッキー博物館フィールド調査員によって1985から1989年に発掘された。これらのボーン・ベッドは新種のスティラコサウルスを含むと思われ、レイ・ロジャーズによって包括的な化石生成の研究に利用されている。

## 記載
1995年には、スコット・サンプソンが、同じくこの地域のボーン・ベッドから発見された、「アケロウサウルス・ホルネリ」と同様に、「E.プロクルヴィコルニス」について形式的に記載した。エイニオサウルスの典型的な描写は、栓抜きに似た、低く、著しく前方に曲がる鼻角を備えた姿である。しかし、これは単に何体かの成体に生じた、ある種の奇形という可能性がある。トリケラトプスのような種類が、顕著に発達した上眼窩角を備えるのに対し、エイニオサウルスの場合、それは低く丸く描かれる。一対の大きなスパイクが、比較的小さなフリルから後ろに突き出る。

## 生態と生活環境
多様性の低い、あるいは、単一の種で構成されるボーン・ベッドは、壊滅的な干ばつか洪水によって死んだ群れを表すと言われる。これは、パキリノサウルスおよびセントロサウルスのような他のセントロサウルス類（亜科）の角竜と同様にエイニオサウルスも、行動において、現生のバイソンあるいはヌーに似て群居する動物だったという証拠である。対照的に、トリケラトプスやトロサウルスのようなカスモサウルス類（亜科）は、生痕化石や骨化石の発見状況から、丁度サイのように一生の大半を単独で過ごしていたと言えるかもしれない。
エイニオサウルスは草食恐竜で、長さ6メートルまで成長した。全てのケラトプス類のように、複雑なデンタル・バッテリー（歯群）で最も堅い植物さえ処理することができた。同時期の恐竜は鳥脚類のオロドロメウスやハドロサウルス、ヒパクロサウルス、マイアサウラ、プロサウロロフスなど。曲竜類ではエドモントニアやエウオプロケファルス、そして獣脚類にはティラノサウルス科のダスプレトサウルス、より小さなバンビラプトル、キロステノテス、ステノニコサウルス、そしてアヴィサウルス。また、角竜類のブラキケラトプスやアケロウサウルスなどがいた。エイニオサウルスは、一年を通して暖かい半乾燥の気候に住んでいた。同じ場所で見つかった化石の中には真水棲の二枚貝および腹足類が含まれていた。それは、そのエイニオサウルスの死骸が浅い湖環境に置かれたことを示唆する。

## 形態
セントロサウルス亜科内のエイニオサウルスの位置付けは、その何個体分かの頭骨の変形性質により問題視される。また、その最も近縁な種はセントロサウルスとスティラコサウルス、あるいは、アケロウサウルスとパキリノサウルスである。後者の説はジャック・ホーナーらに支援される。エイニオサウルスの形態の変化の連続（鼻角から徐々に溝のあるこぶへと変化する過程）における位置は最初期で、間期と最終期はアケロウサウルスとパキリノサウルスであるとしたのである。フリルもまた、さらに複雑に成長する。どの説が正しいかにかかわらず、エイニオサウルスは、セントロサウルス亜科の進化に関して中間位置を占めると考えられる。